# Cubase

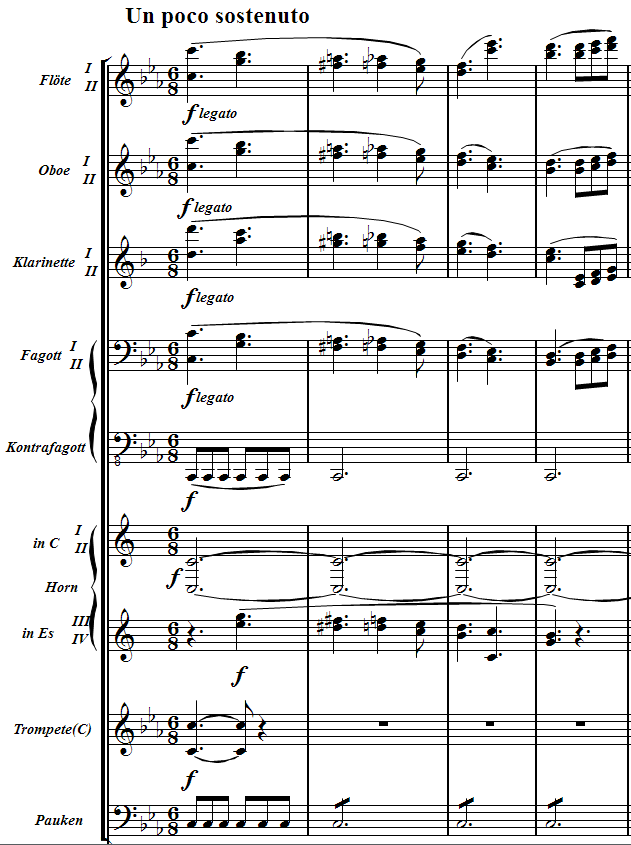
Notation in Cubase SX (Ausschnitt)

Cubase ist eine Musiksoftware für Digital Audio Workstations (DAW) des Unternehmens Steinberg. Es erschien erstmals 1989 als einfacher MIDI-Sequenzer und erzielte 1996 einen Verbreitungsschub durch die Einführung der Virtual Studio Technology VST, die wenig später zum Industriestandard wurde.

## Verwendungszweck
Die Software gehört zu den weitverbreitetsten dieser Art. Sie bildet meist die Zentrale der Produktionsumgebung für Musikproduktion und Audioaufnahmen. Cubase kann einen großen Teil der Funktionen abdecken, wie sie in klassischen Tonstudios in Form von analogen Geräten wie Bandmaschinen, Mischpulten, Effektgeräten oder Klangerzeugern vorgehalten werden. Somit kann das Programm bei der Produktion entweder unterstützend oder ausschließlich genutzt werden. Wie andere Programme dieser Art bietet es die vollautomatische Wiederherstellung aller Einstellungen („Total Recall“) und wird oft als Produktionsumgebung „in the box“ (ITB) bezeichnet.
Cubase ist kein Begleitautomat, das heißt, sein primärer Zweck liegt nicht darin, aus geringem musikalischen Input möglichst perfekte und voluminöse Arrangements zu erstellen. Vielmehr wird die Software zur Aufnahme bzw. Erstellung (auch manuell mithilfe diverser Editoren), Aufbereitung und Abmischung diverser Einzelspuren zu einer Gesamtaufnahme verwendet. Hierbei liegt der Fokus darauf, einzelne Signale zu verbessern, jedoch nicht darauf, sie zu erfinden. Für Live-Einsatz oder musikalische Kreativität sind zwar einzelne Funktionen enthalten, dennoch ist Cubase im Wesentlichen ein Werkzeug, um existierende Ideen in möglichst optimaler Qualität festzuhalten.

### Kernfunktionen der Software
- Ein- oder mehrspurige Aufnahme, detaillierte Bearbeitung und Wiedergabe von Audiosignalen.
- Aufnahme, detaillierte Bearbeitung und Wiedergabe von MIDI-Daten.
- Spurbasiertes Verwalten und Gruppieren aller Signale und Signalquellen innerhalb eines sogenannten Projekts.
- Verwalten von Tempi, Taktarten und Projektabschnitten zur zeitlichen und musikalischen Gliederung.
- Betrieb von Software-Instrumenten (VST-Plugins) als Klangerzeuger.
- Ansteuern und Einbinden externer MIDI- und Audiogeräte.
- Zusammenmischen von Audiosignalen zu Gruppen und/oder zu einem Summensignal (virtuelles Mischpult).
- Anwenden von Effekten (VST-Plugins) auf Audiosignale oder -signalgruppen in Echtzeit oder offline.
- Aufbereiten von MIDI-Daten und Ausgabe als Notation.
- Zeitbasierte Automation des virtuellen Mischpults und der Einzelsignale.
- Synchronisation zu externen Geräten (zum Beispiel Bandmaschinen) und Einbindung von Video-Dateien.
- Erzeugen von Audio-Mischungen (Mixdowns) in Mono, Stereo oder Mehrkanalformaten bis 5.1.

### Rechneranforderungen
Ursprünglich lief Cubase unter TOS auf dem Atari ST mit einem auf 8 MHz getakteten Motorola 68000 Prozessor und 1 Megabyte RAM. Der Atari hatte serienmäßig die nötigen MIDI-Schnittstellen. Der Rechner, auf dem Cubase betrieben wird, benötigt Schnittstellen nach außen. Für Aufnahme und Wiedergabe von Audiomaterial wird eine Audio-„Karte“, möglichst mit schnellem ASIO-Treiber, benötigt. Zur Aufnahme von MIDI-Daten muss ein entsprechendes Interface am Rechner angeschlossen sein. Über MIDI können dann interne sowie externe Klangerzeuger (zum Beispiel Synthesizer) und MIDI-Eingabegeräte (in der Regel Klaviatur/Keyboard, aber auch MIDI-Gitarre, MIDI-Controller oder Ähnliches) verbunden sein.
Der Umfang des Einsatzes von Software-Instrumenten und Audioeffekten bestimmt zusammen mit dem Erfordernis sehr kurzer Audio-Latenzzeiten maßgeblich die Anforderungen, die der Betrieb von Cubase hinsichtlich der Rechnerausstattung stellt. Für eine zeitgemäße Musikproduktion „in the box“ mit der aktuellen Cubase-Version ist ein Rechner aktueller Generation mit überdurchschnittlicher Ausstattung empfehlenswert.

### Plattformen
Cubase wurde zunächst für den Atari ST geschrieben und später auf den Apple Macintosh und Windows portiert. Für die letztgenannten Betriebssysteme ist Cubase bis heute erhältlich.
Die letzten Versionen für die Atari-Plattform waren Cubase 3.1 (1993) und Cubase Score 2.0r6 (1994) für den Atari ST, sowie Cubase Audio 2.06 (1994) für den Falcon.

## Namen und Versionen

### Vollprogramm
Der Hersteller hat die Namenszusätze im Laufe der Versionsgeschichte mehrfach variiert und dabei die Versionsnummern teilweise wiederverwendet, was das Einordnen und Abschätzen der Aktualität einer bestimmten Version schwierig macht. So ist beispielsweise Cubase 4 etwa acht Jahre jünger/neuer als Cubase VST 5.
Die folgende Übersicht zeigt die Cubase-Versionen seit 1997 in der zeitlichen Reihenfolge ihres Erscheinens bis heute (nur kostenpflichtige bzw. Major-Updates sind berücksichtigt). Wenn nicht anders angegeben, sind die genannten Versionen parallel bzw. im Abstand weniger Monate für die Macintosh- und die Windows-Plattform erschienen.
- Cubase VST 3.5
- Cubase VST 3.6
- Cubase VST 3.7
- Cubase VST 4.x (nur Macintosh)
- Cubase VST 5.x
- Cubase SX
- Cubase SX 2.x
- Cubase SX 3.x
- Cubase 4.x
- Cubase 5.x
- Cubase 6.x
- Cubase 6.5.x
- Cubase 7.x
- Cubase 7.5.x (seit Dezember 2013)
- Cubase Pro 8.0.x (seit Dezember 2014)
- Cubase Pro 8.5.x (seit Dezember 2015)
- Cubase Pro 9.0.x (seit Dezember 2016)
- Cubase Pro 9.5.x (seit November 2017)
- Cubase Pro 10.0.x (seit November 2018)
- Cubase Pro 10.5.x (seit November 2019)
- Cubase Pro 11 (seit November 2020)
- Cubase Pro 12 (seit März 2022)
- Cubase Pro 13 (seit November 2023)
- Cubase Pro 14 (seit November 2024)

### Versionen
| Versionsgeschichte bis 2002                 | Versionsgeschichte bis 2002 | Versionsgeschichte bis 2002 |
| Version                                     | Veröffentlicht              | Information |
| ------------------------------------------- | --------------------------- | --- |
| Twenty-Four (Pro-24 1.0)                    | Juli 1986                   | Für den Atari ST programmierter Nachfolger des bis dahin auf Commodore-64 erfolgreichen Midi-Sequencer Pro-16. Die Software erschien zunächst unter dem Namen Twenty-Four und wurde bereits mit einem Hardware-Dongle verkauft, um Raubkopien zu verhindern. |
| Twenty-Four 2.0 (Pro-24 2.0)                | 1987                        | Einführung des „Arrange Song mode“ als Abkehr vom bisherigen Ansatz der linearen Aufzeichnung wie bei einem Tonbandgerät hin zu einem Drum-Machine-Ansatz mit Aufteilung eines Stücks in eine Folge von „Patterns“. Es folgte eine verbesserte Pro-24 Version 2.1. |
| Pro-24 III                                  | 1988                        | „Score Editor“ zur klassischen Bearbeitung der Musik über Noten, als Ergänzung der bisherigen Eingabe von Blöcken in ein Gitter oder Raster, sowie ein „Drum Editor“ für eine rhythmusorientierte Bearbeitung. Eine Aufnahme konnte erstmals auf bis zu 4 MIDI-Spuren gleichzeitig erfolgen. |
| Cubase 1.0 Atari                            | April 1989                  | Ursprünglich Cubeat, später Cubit, aber aus markenrechtlichen Gründen letztlich Cubase genannt, setzte weiterhin auf die Engine von Pro-24. Cubase für Atari lief auf den Atari 520ST und Atari 1040ST Computern, vorausgesetzt, sie hatten 1 MB RAM. Dazu musste ein Atari SM-124 Monochrom-Monitor verwendet werden, der bei 71,25 Hz eine damals beeindruckende Auflösung von 640×400 bot. Die wichtigste Neuerung von Cubase war die grafische Arrangement-Seite, die die grafische Darstellung der Komposition anhand einer vertikalen Liste von Spuren und einer horizontalen Timeline ermöglichte. Dies war viel intuitiver und erlaubte eine viel einfachere Bearbeitung als das bisherige System von Parameterlisten. Es wurde seitdem von fast jedem anderen ähnlichen Produkt kopiert. |
| Cubase 1.0 Macintosh                        | 1990                        | Cubase 1.0 veröffentlicht für Apple Macintosh Computer. |
| Cubase 2.0 Atari                            | April 1990                  | |
| Cubase Audio                                | 1991                        | Macintosh, diese Version orientiert sich an dem TDM System von Digidesign. |
| Cubase Audio                                | 1993                        | Veröffentlichung für Atari Falcon 030. Diese Version verfügt über digital signal processor (DSP) built-in Effekten mit 8-Spur Audio Recording und Playback beim Gebrauch eigener Hardware. Für diese Zeit war es ein gutes Preis-/Leistungsverhältnis. Spätere Versionen ermöglichen den 16-Spur-Modus mit Audiokompression. |
| Cubase 3.0 Atari                            | 1992                        | |
| Cubase für Windows 3.0                      | 1992                        | |
| Cubase Score für Windows 3.11               | 1993                        | Cubase Score für Windows veröffentlicht. |
| Cubase 2.8 für Windows                      | 1996                        | Überarbeitung der Arrangement-Ansicht. Neue Features wie den Interaktiven Phrase Synthesizer, CueTrax und StyleTrax: das „virtual Band“. |
| Cubase Audio 1.6 Windows                    | 1996                        | Cubase Audio 1.6 unterstützt die Hard-Disk-Aufnahmefunktionen des Session8 und Yamahas CBX D3/D5. Cubase Audio unterstützt Digidesigns neue AudioMedia III PCI Card. In Verbindung mit AudioMedia III Cubase Audio ergeben sich 8 Audiospuren, EQ und Automation. |
| Cubase Audio 3.0 TDM für Macintosh          | 1996                        | Cubase Audio 3.0 TDM verfügt über bis zu 16 Audiospuren mit TDM-Unterstützung für bis zu 48 physische Audiospuren, sowie alle neuen Funktionen von Cubase Score 2.0. Auch wurde OMS II Support und MovieManager Support angeboten. |
| Cubase Audio XT 3.0                         | 1996                        | Diese Version bietet erweiterte Hardwareunterstützung. Zu den Optionen gehörten die Digidesign Session 8 & AudioMedia III PCI, Yamaha CBXD3 & CBXD5, Akai DR8 & DR16, sowie der Creamware Master Port. Die gleichzeitige Aufnahme mehrerer Spuren wurde ermöglicht. Eine der letzten Versionen von Cubase, die noch mit Windows 3.11 kompatibel war. |
| Cubase Score 3.0                            | 1996                        | Zum Zeitpunkt dieser Veröffentlichung bestand das Cubase-Programmangebot aus den folgenden Produkten in hierarchischer Reihenfolge: Cubasis(midi); Cubasis Audio; Cubase (Standard inklusive Audio); Cubase Score (Audio+Notation); Cubase Audio XT (Flagship-Produkt), diese Version war auf Cubase Audio XT upgradefähig und war eine der letzten Versionen von Cubase, die noch mit Windows 3.11 kompatibel war. |
| Cubase VST 3.0 Macintosh                    | 1996                        | 1996 erhöhte Steinberg seinen Anteil an MIDI + Audio-Sequenzern mit den Virtual Studio Technology (VST)-Versionen von Cubase. VST beinhaltete auch Standards für Plugins und virtuelle Instrumente, die dann auch in Produkte von Drittanbietern integriert wurden. Ebenfalls enthalten 32 Spuren digitales Audio, bis zu 128 Echtzeit-EQs und ein professionelles Effektrack mit 4 Multi-Effekt-Prozessoren. Eine Plugin-Schnittstelle für externe Plugins, so dass externe Audiotechnik in die Cubase-Umgebung integriert werden konnte. Professioneller Partiturdruck, bis zu 60 Notensysteme pro Seite und 8-stimmige Polyphonie. Ein Fehler begrenzte bis zur Verfügbarkeit eines Patches den Speicher im Hostsystem auf dem PowerMac auf 64 MB. |
| Cubase VST 3.5 Macintosh                    | August 1997                 | Separater Zugriff auf alle Audio Ein- und Ausgänge in Verbindung mit Multi i/o audio-Hardware (amIII, 1212) über ein flexibles Audio-Routing-System, sowie neue Channel-Plugins: Chorus 2, Electrofuzz, WunderVerb 3 und ein neues Master-Plugin Skorpion. Backup-Option über Datenstrom. |
| Cubase VST 3.5 for Windows 95               | Oktober 1997                | Windows Cubase VST liefert bis zu 32 Spuren Digitale Audio, 128 Equalizer in Echtzeit, ein voll ausgestattetes Effekt-Rack mit vier Multi-Effekt-Prozessoren, eine Master-Sektion und eine offene Plugin-Schnittstelle für zusätzliche Echtzeit-Effekte und Mastering-Tools. VST für Windows unterstützt Active Movie kompatible Plugins. Cubase Audio VST 3.5 + Wavelab 1.6 + Waves AudioTrack wurden im ersten „Producer Pac“ gebündelt. Diese Cubase Version ist für den Windows 95 Code geschrieben und dazu die erste Version, die nicht mit Windows 3.11 kompatibel ist. |
| Cubase VST 3.5.5 für Windows 95             | 1998                        | Weitere neue Features sind die aktualisierte Implementierung von DirectX-Plugins, mit denen der Benutzer die Liste der installierten Plugins nach persönlichen Präferenzen organisieren kann. Unterstützung für Recycle-Exportdateien (.REX-Dateien). Dies ermöglicht die Verwendung von „recycelten“ Sample-Loops direkt in VST-Audiospuren, ohne einen speziellen Hardware-Sampler zu verwenden. Die VST-Audio-Engine kann nun deaktiviert werden, während VST läuft (aus dem Menü des Audiosystems) oder durch Starten des Programms bei gedrückter Umschalttaste. |
| Cubase VST 24 3.6                           | 1998                        | 96 Spuren, Submixer, ReWire, 8 FX-Sends und acht Aux. VST/24 3.6 unterstützt die gesamte Funktionalität der DSP Factory-Card von Yamaha. |
| Cubase VST 24 3.7 Windows                   | Juli 1999                   | Diese Version führte VST 2.0 ein, mit dem VST-Plugins MIDI-Daten von Cubase empfangen können. Es führte auch das Konzept der VST-Instrumente ein – frühere Implementierungen von VSTs waren auf Effekt-Plugins ausgerichtet – und enthielt Neon, ein freies VST-Instrument. VST24 3.7 war der erste Sequenzer, der VST-Instrumente unterstützte, da Steinberg die „VSTi“-Spezifikation erfunden hatte. |
| Cubase VST 24 4.0 Macintosh                 | 1998                        | Nur für Macintosh. Cubase VST 24 4.0 bietet fortan 96 Spuren mit 24 Bit, 96 kHz Digital Audio. |
| Cubase VST 24 4.1 Macintosh                 | Juli 1999                   | Nur für Macintosh. Für Besitzer der Version VST24 4.0 steht dieses als kostenloser Download zur Verfügung. Einführung VST 2.0, ASIO 2.0, DSP Factory support, TDM support und mehr. Außerdem enthält der Cubase VST/24 Mixer/EQ-Bereich eine Erweiterung mit fünf neuen Echtzeit-Verarbeitungsmodulen – Compressor, Limiter, Auto Gate, Auto Limit und Soft Clip. Mehrere VST-Elemente konnten nun auch von externen Geräten wie der Yamaha 01-V ferngesteuert werden. |
| Cubase VST 5.0 / VST SCORE 5.0 / VST 32 5.0 | September 2000              | Für Windows und für Mac OS 9 erschienen. Großes Update für die Windows-Version mit Unterstützung sowohl für Windows 98 als auch Windows 2000. Synchronisierung zwischen Windows und Macintosh-Version war jetzt möglich. Mehr Funktionen, wie zum Beispiel: 15.360 PPQN interne Auflösung, Ordnerspuren, Markerspuren, Long Track Names, Transportleistenanzeigeoptionen, benutzerdefinierbare Symbolleiste und Schlüsselbefehle, erweiterter Inspektor, verbessertes Drag & Drop, erweiterte Toolbox (einschließlich Range Selection Tool), neuer Controller-Editor, Grooves und logische Presets, Window Sets, dedizierter MIDI Track Mixer. Version 5.0 war das letzte Cubase mit Windows-95-Kompatibilität. Es erschienen zunächst die Aktualisierungen 5.0r2, 5.0r3, 5.0r4, 5.0r5, 5.0r6. Das Update auf 5.1 erforderte mindestens Windows 98 und behob die Kompatibilitätsprobleme der Version 5.0 unter dem neuen Betriebssystem Windows XP. Dazu erschienen die Aktualisierungen 5.1r2 PB1, 5.1r2 PB2, 5.2 und zuletzt 5.2 PB1 |

Im Jahr 2002 wurde die Software wegen der immer schwieriger werdenden Wartung des alten Programmcodes zum Erscheinen von Cubase SX auf eine neue Codebasis gestellt, d. h. neu geschrieben. Daher waren die ersten SX-Versionen der letzten VST-Version 5.1 funktional deutlich unterlegen.
| Versionsgeschichte ab 2002                                                                     | Versionsgeschichte ab 2002 | Versionsgeschichte ab 2002 |
| Version                                                                                        | Veröffentlicht             | Information |
| ---------------------------------------------------------------------------------------------- | -------------------------- | --- |
| Cubase SX 1.0 / Cubase SL 1.0                                                                  | 2002                       | Cubase SX 1.0 wurde als nächste Generation nach Cubase VST veröffentlicht. Cubase wurde komplett überschrieben, als Basis diente die Engine von Nuendo V1.0. Obwohl einige Funktionen von Cubase VST erhebliche Verbesserungen in Bezug auf Stabilität und Feature-Qualität brachten, schafften es einige Funktionen von Cubase VST zunächst nicht in die neue Version. SX 1.0 ermöglicht den Import von Cubase VST-Projekten und deren Speicherung im neuen *.cpr-Format, allerdings ist die Konvertierung nicht ganz korrekt. Es erschienen die Aktualisierungen 1.01, 1.02, 1.03, 1.04 (nur OS X), 1.05, 1.051 und zuletzt 1.06 |
| Cubase SX 2.0 / Cubase SL 2.0                                                                  | 2003                       | Cubase SX 2.0 wurde von vielen als ein großer Sprung in der Funktionalität gelobt. Eines der innovativsten Merkmale war die Funktion Timewarp. Diese ermöglichte es den Benutzern, Musik entweder als MIDI und/oder Audio in freier Zeit, ohne Klick oder Metronom aufzunehmen, und dann die Balken und das Beat-Raster zur Musik zu verschieben, wodurch automatisch eine Tempo-Spur erstellt wurde. Mit dem Werkzeug konnten Benutzer die Spur entlang von Gitterlinien verschieben. In Cubase SX 2.0 wurde auch Full PDC (Plugin Delay Compensation) eingeführt. Viele Plugins, insbesondere solche, die auf DSP-Karten wie UAD-1 oder Powercore laufen, können ihr Audio nicht innerhalb von 1-Sample-Zeiträumen verarbeiten und bringen so zusätzliche Latenz in das System. Wenn diese Option nicht aktiviert ist, werden einige Audiokanäle nicht mehr mit anderen synchronisiert. PDC überprüft alle verschiedenen Latenzen, die durch solche Plugins entstehen, und erstellt Audioverzögerungspuffer, um sicherzustellen, dass die Audiodaten aller Kanäle korrekt synchronisiert werden. Es erschienen die Aktualisierungen 2.0.1, 2.0.2, 2.2.0, 2.2.0.33, 2.2.0.35 und zuletzt 2.2.0.39    |
| Cubase SX 3.0                                                                                  | 2004                       | Eines der wichtigsten Features von Cubase SX 3.0 ist der Audiowarp. Damit kann Audio auch nach einer Tempoveränderung mit dem Projekt synchronisiert bleiben. Es erlaubte den Benutzern auch, „tempo anchors“ auf eine importierte Audiodatei anzuwenden, so dass sie unabhängig vom ursprünglichen Tempo mit dem Tempo des Projekts synchronisiert werden können. Audiowarp war weitgehend erfolgreich, hatte aber einen großen Fehler, da es nicht mit Projekten mit variablem Tempo arbeitete. Dies liegt daran, dass die Tempo-Map, die sie im Musikmodus in die Audiodatei kopiert hat, von der festen Tempo-Einstellung des Projekts und nicht von der Tempo-Spur abgeleitet wird. Dennoch war der Audiowarp eine wichtige Ergänzung zu den musikalischen Features von Cubase. Trotz der Vorbehalte war die Fähigkeit, das Tempo eines Musikstücks zu ändern und die Audiospuren diesem neuen Tempo folgen zu lassen, ein wichtiges Tool in der Musikproduktion. Es erschienen die Aktualisierungen 3.1 am 31. August 2005 und zuletzt 3.1.1 am 20. Oktober 2005. |
| Cubase 4.0                                                                                     | 2006                       | Cubase 4.0 markierte das Ende der Bezeichnungen SX, SL und SE, wobei SX zu Cubase 4, SL zu Cubase Studio 4 und SE zu Cubase Essentials 4 wurde. Es wurde der neue Plugin-Standard VST 3 eingeführt und auch die Unterstützung für den zunehmend irrelevanten DirectX-Plugin-Standard wurde entfernt. Cubase 4 war die erste Cubase-Version, die den Import von Cubase VST-Songs und -Projekten nicht unterstützte. Um den Import älterer Cubase VST-Projekte und -Songs zu ermöglichen, hat sich Steinberg entschlossen, die vorherigen Cubase SX 3- und Cubase SL 3-Versionen als Download zur Verfügung zu stellen. Im Allgemeinen war die GUI dunkler als die Vorgängerversion Cubase SX 3. Mit dieser Version wurde das Preset-System geändert. Die Dateien FXP (Preset) und FXB (Bank) wurden zusammen mit den XML-Presets im Dropdown-Menü eingestellt. Diese wurden durch ein neues Preset-System ersetzt, die Media Bay, die eine tiefere Kategorisierung und Verwaltung von Presets ermöglicht. Es erschienen die Aktualisierungen 4.0.1, 4.0.2, 4.1 am 23. September 2007, 4.1.1, 4.1.2, 4.1.3, 4.5 (nur für Cubase AI) am 23. Oktober 2008, 4.5.1 und zuletzt 4.5.2 am 11. September 2008. |
| Cubase 5.0                                                                                     | 27. Januar 2009            | Es erschienen die Aktualisierungen 5.0.1 am 8. April 2009, 5.1.1 am 11. November 2009, 5.5.1 am 30. Juli 2010, 5.5.2 am 9. November 2010 und zuletzt 5.5.3 am 29. März 2011. |
| Cubase 6.0                                                                                     | 17. Januar 2011            | Cubase 6.0 wurde für Windows 7 auf 64-Bit entwickelt. Die Version enthält den neuen VST 3.5 Standard, der neue Funktionen wie Note Expression einführt. Mit Note Expression werden die Grenzen von MIDI-Controller-Ereignissen umgangen und ermöglichen Artikulationsinformationen für einzelne Noten – auch in polyphoner Anordnung (zum Beispiel Akkorde). Es erschienen die Aktualisierungen 6.0.1 pre-release, 6.0.2, 6.0.3, 6.0.4, 6.0.5, 6.0.6 und zuletzt 6.0.7 am 23. Juli 2012. |
| Cubase 6.5                                                                                     | 29. Februar 2012           | Einführung der Synthesizer Retrologue und Padshop sowie einiger neuer Effekt-Plugins. Des Weiteren kann Cubase jetzt auf SoundCloud zugreifen. Es erschienen die Aktualisierungen 6.5.1 pre-release, 6.5.2 pre-release, 6.5.3, 6.5.4 und zuletzt 6.5.5 am 24. Juli 2013. |
| Cubase 7.0                                                                                     | 5. Dezember 2012           | Zu den neuen Funktionen gehören MixConsole, ein verbesserter Workflow mit Vollbildfunktionalität sowie neu „channel strips“ und „channel centrals“. Es beinhaltet auch eine neue Akkordspur und einen Akkordassistenten. Es erschienen die Aktualisierungen 7.0.1 pre-release, 7.0.2, 7.0.3, 7.0.4, 7.0.5, 7.0.6 und zuletzt 7.0.7 am 4. Februar 2014. |
| Cubase 7.5                                                                                     | 4. Dezember 2013           | Verbesserungen des Workflows wie die alternative TrackVersions und das Track Visibility Management System. Dazu kamen Groove Agent SE 4, HALion Sonic SE 2, LoopMash FX und der REVelation Reverb. Es erschienen die Aktualisierungen 7.5.10, 7.5.20, 7.5.30 und zuletzt 7.5.40 am 25. Februar 2015. |
| Cubase 8.0                                                                                     | 3. Dezember 2014           | Leistungssteigerung für mehr Instrumente, mehr Spuren und kürzere Lade- und Speicherzeiten. VCA-Fader für komplexe Mixing- und Automatisierungs-Workflows. Rendern an Ort und Stelle: einfaches bouncing von MIDI- und Audio-Parts. Chord Pads: die Möglichkeit, spielerisch und kreativ mit Akkorden zu komponieren. Verbesserte Windows-Bedienung auf PC, andockbarem Rack und MediaBay sowie eine neu gestaltete Track List. Groove Agent SE 4 Acoustic Agent bietet ein virtuelles akustisches Schlagzeug. Plugin-Manager: Ordnen, sortieren und gruppieren Sie Ihre Effekte und Instrumente. Neuer virtueller Bassverstärker, Quadrafuzz v2, Multiband Expander, Multiband Envelope Shaper Effekte. Neuerungen für die Mischung: Automatisierungsmodus, Direkt-Routing und Wave Meters. Allen Morgan Pop-Rock Toolbox: 30 Sound Samples mit je 25 bis 30 Audio- und MIDI-Loops. Es erschienen die Aktualisierungen 8.0.5, 8.0.10, 8.0.20, 8.0.30, 8.0.35 und zuletzt 8.0.40 am 19. Mai 2016. |
| Cubase 8.5                                                                                     | 2. Dezember 2015           | Verschiedene Verbesserungen im MIDI- und Drum-Editor, ermöglichen das Speichern und Teilen von Arrangements in Clouds über „VST Transit“. Upgrade des analogen Synthesizers „Retrologue“ (Implementierung des dritten Oszillators, 12 neue Filtertypen, eine dritte bipolare Hüllkurve, ein eigenes Effekt-Rack und ein Vierspur-Schritt-Sequenzer). Weitere Optionen zum Importieren von Tracks aus anderen Projekten und verbesserte Drag-and-Drop-Bedienung. Es erschienen die Aktualisierungen 8.5.10, 8.5.15, 8.5.20 und zuletzt 8.5.30 am 9. März 2017. |
| Cubase 9.0                                                                                     | 7. Dezember 2016           | Verbesserungen an Cloud Collaboration Clouds über „VST Transit“. Angedockte Fenster mit der neuen „Lower Zone“ ermöglichen den Zugriff auf MIDI-Editoren, Sample-Editor, Mix-Fenster und neuen Sampler Track ohne das Projektfenster zu verlassen. Caleidoscope-Library wird mit Hunderten von Samples ausgeliefert. Undo-Verlauf im Mixfenster getrennt. 10 Markerspuren (ähnlich Nuendo 7 mit 32 Spuren), Autopan Plugin, Maximizer, neuer Sentinel scannt Plugins zur Überprüfung der Stabilität. Neuer EQ mit M/S-Unterstützung und automatischem Hören von EQ-Bändern mit integriertem Keyboard für eine einfachere Erkennung von Frequenz zu Tonhöhe. 400 neue Drumloops über „Production Grooves“. Die Top 5 der Feature Requests für Cubase 9 waren: Parameter Undo/Redo-Verlauf für MixConsole, Verbesserter Fenster-Workflow, Erweiterung der Optionen zum Importieren von Spuren/Kanälen in einem Projekt, Erweiterung der Größenanpassungsmöglichkeiten für die Rack-Zone und Basis-Sampler. Es erschienen die Aktualisierungen 9.0.1, 9.0.2, 9.0.10, 9.0.20, 9.0.30 und zuletzt 9.0.40 am 22. Februar 2018.                                                                              |
| Cubase 9.5                                                                                     | 15. November 2017          | Verbesserungen in der Grafik-Performance, Zoning 2.0, Automatisierungskurven, erweiterte Metronom-Optionen, 64-Bit-Misch-Engine, mehr Inserts mit flexiblem Pre/Post-Fader, neuer Look für Vintage Compressor, Tube Compressor und Magneto III, Direct Offline Processing, HALion Sonic SE 3 mit FLUX-Wavetable-Synth, Automation Range Tool, Adapt to Zoom, neue Video-Engine (nicht mehr QuickTime abhängig), Softube Console 1 Support, Sampler Track-Erweiterungen, Produktions Presets. Es erschienen die Aktualisierungen 9.5.10, 9.5.20, 9.5.21, 9.5.30, 9.5.40, 9.5.41 und zuletzt 9.5.50 am 27. Februar 2019. |
| Cubase 10.0                                                                                    | 15. November 2018          | Schnittstellenverbesserungen, High DPI Display Support, VariAudio 3, Audio Alignment, Channel Strip Revision, Groove Agent SE 5, Mix Console Snapshots, Multi-Dimensional Controller Support, VR Production Suite, Side Chaining Verbesserungen, AAF Import & Export, neuer Distroyer Processor Effekt, Latenzmonitor, ARA Support, MPE Support. Es erschienen die Aktualisierungen 10.0.10, 10.0.15, 10.0.20, 10.0.30, 10.0.40, 10.0.50 und zuletzt 10.0.60 am 26. März 2020. |
| Cubase 10.5                                                                                    | 13. Nov. 2019              | Neue Features: Spectral Comparison EQ, Video-Export-Funktion, MultiTap Delay, Padshop 2, farbige Mixer-Kanäle, Import von Spuren aus Projekten, rückwirkende MIDI-Aufnahme, kombiniertes Auswahlwerkzeug für Objekte und Bereiche. Verbesserter Noteneditor, verbesserte Grafikleistung bei großen Projekten, neue PlugIns für Cubase Elements. Es erschienen die Aktualisierungen 10.5.5, 10.5.10, 10.5.11, 10.5.12, 10.5.20 am 25. Mai 2020 und zuletzt 10.5.30 am 11. März 2021. |
| Cubase 11                                                                                      | 11. Nov. 2020              | Neue Features: Erweiterter Audio Export, Sampler Track 2, Skalen-Assistent, Erweiterter Key-Editor (Pitchbend und mehr), Frequency 2 (dyn. EQs), Squasher (Dynamik Plugin), SuperVision (Metering-Plugin), sechs neue Sample-Packs, Imager (Multiband Stereofeldbearbeitung), MultiTap Delay jetzt mit 5.1 Unterstützung, Windows 10: variable DPI, VST Connect SE 5, Verbesserter Noteneditor, verbesserte Workflow und Grafikleistung, Apple Metal Beschleunigung, SpectraLayers One – kompakte Version von SpectraLayers zur Spektrumbearbeitung und Trennung von Gesang und Musikpart aus einer Audiodatei. Bislang erschienen die Aktualisierungen 11.0.10 am 27. Januar 2021, 11.0.20 am 22. April 2021, 11.0.30 am 24. Juni 2021, 11.0.40 am 21. September 2021 und zuletzt 11.0.41 am 13. Oktober 2021. |
| Cubase 12                                                                                      | 2. Mrz. 2022               | MIDI Remote Integration, Bearbeitung der Tonhöhe durch VariAudio mit Skalen-Assistent, Umwandlung von Audio in MIDI-Akkorde, Multieffekt-Modulationen, Erweiterter Crossfade-Editor, neues Lizenzsystem ohne einen physischen Kopierschutz (Dongle). Bislang erschienen die Aktualisierungen 12.0.10 am 13. April 2022, 12.0.20 am 27. April 2022, 12.0.30 am 8. Juni 2022, 12.0.40 am 3. August 2022, 12.0.50 am 3. November 2022, 12.0.52 am 22. November 2022, 12.0.60 am 30. März 2023 und zuletzt 12.0.70 am 28. Juni 2023. |
| Cubase 13                                                                                      | 2. Nov. 2023               | Neu gestaltete MixConsole, Auswahlbereich-Werkzeug ist jetzt sowohl im Key-Editor als auch im Drum-Editor verfügbar und weitere Workflow-Verbesserungen. VocalChain Plugin, Chord Pads, der Iconica Sketch Orchester-Library. Bislang erschien die Aktualisierung 13.0.20 am 12. Dezember 2023. |
| Cubase 14                                                                                      | 2. Nov. 2024               | Drum-Track (Drum-Machine mit Drum-Sampler & Drum-Synth), Pattern Sequencer, Modulatoren, neuer Studio-Delay, Shimmer-Effekt, überarbeiteter Noten-Editor, Gain-Staging, überarbeitete Mixing Console, Unterwasser-Effekt, Auto Filter, überarbeitete Media Bay, neues Auswahlbereich-Werkzeug, 64-bit-Dateiformat, Performance Monitor, DAWProject für vereinfachten Austausch von Projektdateien |
| Legende:Ältere Version; nicht mehr unterstütztÄltere Version; noch unterstütztAktuelle Version |                            | |

### Funktionsreduzierte Abkömmlinge
Derzeit werden vier kleinere Versionen von Cubase mit reduziertem Funktionsumfang und weniger Beigaben (zum Beispiel Plugins, Sample-Content, Anzahl Spuren etc.) verkauft:
- Cubase Artist (aktuell: Version 14)
- Cubase Elements (aktuell: Version 14)
- Cubase LE (aktuell: Version 14, nur als Beigabe zu Hardwareprodukten oder Zeitschriften)
- Cubase AI (aktuell: Version 14, nur zusammen mit Steinberg/Yamaha-Hardware erhältlich)

Steinberg hat die Namen und Namenszusätze dieser im Funktionsumfang reduzierten Versionen im Laufe der Versionsgeschichte immer wieder geändert. Weitere Namensbeispiele für kleinere Versionen von Cubase, die es irgendwann im Laufe der Geschichte des Produktes einmal gab:
- Cubasis
- Cubasis VST
- Cubase SE
- Cubase Lite
- Cubase SL
- Cubase Studio
- Cubase Essential

### Cubasis Mobile Musikproduktion für Apple iOS und Android
Der Name Cubasis wurde Ende 2012 als Bezeichnung für Steinbergs erste Sequencer-App für iPads mit dem iOS-Betriebssystem wiederverwendet. Im Jahre 2016 erschien Cubasis 2 als kostenloses Update mit neuen Funktionen wie Echtzeit-Time-Stretching, Pitch-Shifting für das Ändern der Tonart, einer „Channel Strip“ Effekt-Suite, sowie neuen Plug-ins und Sounds. 2017 erhielt Steinberg auf der Musikmesse in Frankfurt den MIPA (Musikmesse International Press Award) für Cubasis 2 in der Kategorie Mobile Music App. Ende 2019 folgte Cubasis 3 als neue App und enthielt neben der Unterstützung für iPhones auch Gruppenspuren, eine „Master Strip“ Effekt-Suite, eine überarbeitete MediaBay, mehr Effekte und viele weitere Funktionen. Mitte 2020 erschien Cubasis 3 für Android Tablets und Smartphones.

### Nuendo Audio- und Medienproduktionssoftware
Die Software Nuendo vom selben Hersteller umfasst seit Version 10 alle Funktionen von Cubase. Vorher musste das Zusatzprodukt NEK installiert und lizenziert sein. Nuendo und Cubase sind hinsichtlich ihrer Bedienung praktisch identisch. Cubase-Projektdateien können auch mit Nuendo geöffnet und dort weiterverarbeitet werden. Nuendo bietet darüber hinaus zusätzlich Funktionen zur Video-Nachvertonung (Postproduktion).

## Kompatibilität der Dateiformate
Bezüglich der erstellten Projekt-Dateien herrscht generell Aufwärtskompatibilität. Ein mit einer der kleinen Cubase-Versionen oder einer älteren Version erstelltes Projekt lässt sich auch in den großen bzw. aktuellen Versionen (Cubase 8, Nuendo 7) problemlos öffnen. Allerdings gilt dies in den meisten Fällen nicht umgekehrt.
Seit dem Erscheinen von Cubase 4 lassen sich die alten Dateiformate der „VST“-Produktreihe und deren Vorläufer nicht mehr öffnen, weshalb Steinberg für Nutzer der aktuellen Versionen kostenfrei eine ältere Variante von Cubase SX/SL/SE 3 für den Projektimport zur Verfügung stellt. Somit sind mittelbar auch uralte Musikstücke und Projekte aus dem letzten Jahrtausend noch in den aktuellen Versionen nutzbar.

## Kopierschutz
Bis zur Programmhauptversion 11 und bis März 2022 wurde für Cubase Pro / Artist zwingend ein Dongle als Kopierschutz verwendet, um eine unberechtigte Weitergabe der Programme zu unterbinden. Cubase konnte zwar gleichzeitig auf mehreren Rechnern installiert sein, funktionierte aber nur, wenn beim Programmstart ein mit dem Computer verbundener Dongle erkannt wurde.
Zunächst kamen LPT-Dongles für den Druckerport zum Einsatz. Ab 2003 konnten deren Daten vom Hersteller-Kundendienst auf USB-Dongles übertragen werden. Mit späteren Cubase-Versionen konnte die erste Generation der USB-Dongles (erkennbar an der größeren Baulänge) in der Praxis Performance-Nachteile verursachen. Die zweite und dritte Generationen unterschied sich äußerlich; Dongles der dritten Generation waren erheblich kürzer.
Der Kopierschutz war ursprünglich von der deutschen Firma Syncrosoft entwickelt und 2008 unter dem Begriff eLicenser von Steinberg übernommen worden.
Die abgespeckten Versionen von Cubase (zum Beispiel Cubase Elements, LE, AI) setzten auf sogenannte „Soft-eLicenser“ als Kopierschutz, die statt an einen Dongle an die Hardware gebunden waren, auf der Cubase zuerst installiert wurde. Auf Wunsch des Benutzers konnte die Lizenz aber manuell auf einen USB-eLicenser übertragen werden und durch Umstecken des Dongles auf verschiedenen Rechnern nutzbar gemacht werden. Die Übertragung auf einen USB-eLicencer war nicht umkehrbar.

## Apps zur Fernsteuerung von Cubase
Steinberg hat zwei Apps für Apple iOS und eine für Android herausgegeben, die eine Fernsteuerung von Cubase-Funktionen erlauben. Die Apps sind in den üblichen App Stores für die jeweiligen Plattformen erhältlich. Sie funktionieren nur mit den beiden größten Cubase-Versionen.

### Cubase iC (nur iOS)
Cubase iC erlaubt die Steuerung der wichtigsten Transportfunktionen von Cubase. Außerdem können zur Navigation innerhalb eines Projekts die einzelnen „Events“ der „Arranger-Spur“ namentlich angesprungen werden.

### Cubase iC Pro (iOS und Android)
Cubase iC Pro bietet neben der erweiterten Navigation innerhalb eines Projekts auch die Steuerung des Mixers, so dass zum Beispiel „Cue-Mixes“ ferngesteuert werden können. Das namentliche Anspringen von „Arranger-Events“ ist hier – im Gegensatz zu Cubase iC – jedoch nicht möglich. Die Android-Version wurde Anfang 2016 eingestellt.

## Technik

### MIDI
Alle jemals erschienenen Versionen von Cubase unterstützen MIDI zur Kommunikation mit elektronischen Musikinstrumenten. Cubase ist im MIDI-Bereich sehr gut ausgestattet. MIDI-Daten können aufgenommen, fast beliebig manipuliert, zeitlich quantisiert und in diversen „Editoren“ genannten Unterfenstern sehr komfortabel bearbeitet werden. Zur Echtzeitmanipulation stehen darüber hinaus zahlreiche MIDI-Plugins zur Verfügung. Ein spezieller Drum-Editor erlaubt das komfortable Bearbeiten von via MIDI durchgeführten Schlagzeugaufnahmen. Einzige Schwäche ist der Umgang mit systemexklusiven MIDI-Daten, die innerhalb der Software seit dem Erscheinen von Cubase SX weitgehend ignoriert werden.
Zeitweise vertrieb Steinberg MIDI-Interfaces mit einer Technik für erhöhte Timing-Genauigkeit ('LTB'), um die technischen Schwächen von MIDI auszugleichen. Diese Geräte werden jedoch seit vielen Jahren nicht mehr angeboten und sind nur noch auf dem Gebrauchtmarkt erhältlich, obwohl LTB auch in den aktuellen Versionen nach wie vor unterstützt wird.

### Audio
Cubase arbeitet im Audiobereich seit den ersten VST-Versionen spur- bzw. kanalbasiert und bietet einen komplexen Mixer, um die Audio-Signale mittels Equalizer und Insert- bzw. Send-Effekten sowie in der aktuellen Version mit einem vollständigen „Channel-Strip“ pro Spur zu bearbeiten und zu Untergruppen oder Ausgangskanälen zusammenzumischen. Die Kanalautomation bietet sehr weitreichende Möglichkeiten zur automatisierten zeitgesteuerten Werteänderung. Die Ausstattung von Cubase im Audio-Bereich ist generell gut, es fehlt allerdings eine Echtzeit-Objektorientierung für einzelne Audio-Clips im Vergleich zu Konkurrenzprodukten.
Ein Alleinstellungsmerkmal in den großen Cubase-Versionen ist der sogenannte „Control Room“, der ein komplexes Bus-System zur Bereitstellung unterschiedlicher Abhörsituationen darstellt, damit beispielsweise mehrere Musiker gleichzeitig individuelle Kopfhörermischungen erhalten können, während zeitgleich auf dem zentralen Abhörweg der Summenmix wiedergegeben wird. Vergleichbares ist in Konkurrenzprodukten nicht oder nur mit hohem manuellem Aufwand realisierbar.
Cubase bietet ab Version 5 unter dem Namen „Variaudio“ Funktionen zur Korrektur von Tonhöhe und Timing monophoner Audioaufnahmen.

#### ASIO-Architektur
1996 wurde von Steinberg die Audio-Stream-Input/Output-Architektur (ASIO) für Cubase eingeführt. Die ASIO-Architektur ermöglicht zusammen mit einer ASIO-kompatiblen Soundkarte eine schnelle Übertragung von Audiosignalen. Durch Verwendung der ASIO-Architektur konnten Verzögerungen bei Aufnahme und Wiedergabe von Audio-Signalen (Latenzen) derart verringert werden, dass VST-Instrumente quasi in Echtzeit gespielt werden können. Statt einer störenden Latenz von mehreren hundert Millisekunden können moderne Soundkarten Audiosignale mit wenigen Millisekunden Latenz aufnehmen und wiedergeben. Für preiswerte Karten ohne eigenen ASIO-Treiber existiert ein beliebter Wrapper in Form des ASIO4ALL-Treibers eines Drittanbieters.
Die erzielbare Rechenleistung bei der Nutzung von ASIO hängt sowohl vom verwendeten Rechner und dessen Konfiguration als auch von der Audiohardware und dem dort verwendeten ASIO-Treiber ab. Für Nutzer, die extrem kurze Verzögerungszeiten benötigen, existieren Übersichten, die als Kaufberatung dienen können. Im Netz sind – besonders für Windows-Betriebssysteme – Anleitungen zur richtigen Konfiguration eines Audio-Rechners erhältlich, um die bestmögliche Leistung zu erzielen.

### VST-Schnittstelle
1996 wurde mit Cubase VST eine auch für andere Anbieter offene Plug-in-Schnittstelle für virtuelle Effekte mit dem Namen Virtual Studio Technology (VST) implementiert. 1999 folgte die verbesserte VST-Version 2, 2006 schließlich die Version 3 der Schnittstelle, die aktuell in der Version 3.6.0 vorliegt. Die dritte Version wurde von den Third-Party-Entwicklern in den ersten Jahren sehr zögerlich aufgenommen, setzt sich aber inzwischen mehr und mehr durch. Nach wie vor erscheinen jedoch Audio-Plugins und virtuelle Instrumente von Drittanbietern noch als VST2-Plugins.
VST-Plugins können als Audioeffekte, virtuelle Instrumente oder MIDI-Effekte fungieren. Es gibt auch Anbieter von Hardware-basierten Effekten für die VST-Schnittstelle; angesichts der Rechenleistung aktueller Prozessoren dient die Hardware-Plattform allerdings inzwischen eher als Kopierschutz denn als notwendige Ergänzung der Rechenleistung. Cubase wird von Haus aus mit einem Plugin-Bündel geliefert, im Fall von Cubase 7 sind dies zum Beispiel 66 Audio-Effekte, 18 MIDI-Plugins sowie fünf virtuelle Instrumente.
Steinberg bietet seit vielen Jahren auf der Firmen-Webseite nach einer Registrierung kostenfrei die nötigen Entwicklungspakete an, mit denen sowohl gewerbliche als auch Hobby-Programmierer neue Plugins erstellen können. Programme wie N.I. Reaktor bzw. Synthedit erlauben auch Personen ohne tiefere Programmierkenntnisse Instrumente und Effekte für die VST-Schnittstelle zu erstellen.
Die VST-Schnittstelle ist mittlerweile ein Standard für digitale Audiobearbeitungsprogramme auf Macintosh und Windows-Systemen, die jedoch bei neuen MacOS-Versionen nicht mehr von allen Programmen unterstützt wird. Stattdessen kommen andere Schnittstellen, zum Beispiel die AU-Schnittstelle (Audio Unit) oder AAX/TDM zum Einsatz. Steinberg-Produkte allerdings unterstützen nach wie vor auch unter macOS die hauseigene VST-Schnittstelle. Ebenfalls erhältlich als VST-Instrumente und Effekte sind mittlerweile Emulationen von real existierender Hardware.
Heutzutage ist es möglich, ganz auf Outboard-Equipment zu verzichten und ganze Produktionen mit VST-Instrumenten und -Effekten auf PC- oder Mac-Basis durchzuführen. Verfahren zur Auslagerung rechen- bzw. speicherintensiver Plugins auf weitere Rechner existieren, verlieren jedoch im Zuge der Steigerung der Rechner-Leistungsfähigkeit und der Einführung von 64-Bit-Betriebssystemen zunehmend an Bedeutung (zum Beispiel das in Cubase eingebaute „VST System Link“, oder auch – als Beispiel eines Drittanbieters – die Software FX Teleport).

## Geschichte
- Manfred Rürup und Karl Steinberg hatten sich zwischen 1983 und 1988 mit den Produkten Pro-16 und Pro-24 bereits einen Namen im Bereich der Programmierung von MIDI-Sequenzern für den Commodore 64, den Apple IIe, den Atari ST und den Commodore Amiga gemacht und die Firma Steinberg Research GmbH gegründet.
- 1989 – Steinberg veröffentlicht den ersten MIDI-Sequenzer der Cubase-Plattform: Cubit. Neben einer Palette neuer Features ist der Sequenzer vor allem hinsichtlich der Benutzerfreundlichkeit verbessert worden. Cubit wird für das neue Betriebssystem M.ROS geschrieben, das sowohl für den Atari-ST, den Apple Macintosh als auch den PC verfügbar ist.
- 1990 – Cubase 2.0 bietet ein erweitertes Notationssystem und das Feature „Phrase Synthesizer“ (im Prinzip ein aufwendiger Arpeggiator) und ist sowohl für den Atari-ST als auch den Apple Macintosh verfügbar. Im Vergleich zu Cubit jedoch ist es für das jeweilige Betriebssystem kompiliert. Parallel wird eine Einsteigerversion des Sequenzers mit dem Namen Cubeat angeboten.
- 1991 – Cubase Audio (Apple Macintosh) erlaubt nun die Aufzeichnung von Audiodaten. Diese Funktion lässt Cubase zu einer ernstzunehmenden Alternative zur klassischen Aufnahme per Bandmaschine werden.
- 1992 – Cubase erscheint für Windows-PCs.
- 1996 – Cubase VST (Apple Macintosh) wird auf der Frankfurter Musikmesse vorgestellt. Die „Virtual Studio Technology“ erlaubt die Einbindung von Echtzeit-Effekten in Form von Plugins. Damit stehen dem Nutzer alle wichtigen Funktionen und Geräte des Studioalltags virtuell zur Verfügung. 1997 ist Cubase VST auch für den PC verfügbar.
- 1996 – Cubasis AV erscheint für Windows-PC. Es war eine Einsteiger-Version, die später auch im Bundle mit Soundkarten (Creative Labs SoundBlaster Live!) erhältlich war.
- 1999 – Mit der Cubase VST Version 4.1 (Mac) und Cubase VST 3.7 für PC stehen dem Nutzer nun neben virtuellen Effekten auch virtuelle Instrumente (VSTi) zur Verfügung. Neben den Vorzügen der erweiterten VST 2.0 Schnittstelle ist es durch die offene Audioarchitektur ASIO 2.0 (Audio Stream Input/Output Architektur) unter anderem möglich, die Instrumente mit niedriger Latenz zu spielen. Sowohl VST als auch ASIO etablieren sich längst zu einem Quasistandard.
- 2000 – Cubase VST 5.0 wird veröffentlicht. Sowohl die Mac- als auch die PC-Version haben erstmals denselben Funktionsumfang. Bisher hatte die Mac-Version mehr Funktionen als die PC-Version.
- 2002 – Im Frühjahr 2002 stellt Steinberg auf der NAMM-Show in Kalifornien die neuen Versionen ihres Sequenzers vor: Cubase SX (Pro-Version) und Cubase SL (Einsteigerversion).
- 2003 – Der erweiterte Nachfolger Cubase SX2 wird veröffentlicht. Die Firma Steinberg wird von Pinnacle Systems gekauft.
- 2004 – Die Version Cubase SX3 erscheint. Yamaha übernimmt Steinberg von Pinnacle Systems.
- 2006 – Cubase 4 kommt Ende 2006 auf den Markt. Auf den Zusatz „SX“ wird verzichtet. Die VST3-Norm wird eingeführt.
- 2009 – Cubase 5 wird ab Januar 2009 ausgeliefert. Außerdem stellt Steinberg eine Remote-Controller Application „Cubase iC“ für das iPhone und den iPod touch vor, welche die haptische Steuerung von Cubase 5 erlaubt.
- 2010 – Steinberg veröffentlicht im Juni eine kostenlose Aktualisierung auf die Programmversion Cubase 5.5/Cubase Studio 5.5.
- 2011 – Zur Winter-NAMM 2011 stellt Steinberg Cubase 6 vor.
- 2012 – Steinberg veröffentlicht die kostenpflichtige Version Cubase 6.5.
- 2012 – Cubase 7 wird Anfang Dezember 2012 veröffentlicht.
- 2013 – Cubase 7.5.0 wird als kostenpflichtige Aktualisierung Anfang Dezember 2013 veröffentlicht.
- 2014 – Cubase Pro 8 wird am 3. Dezember 2014 veröffentlicht.
- 2015 – Cubase 8.5 wird am 2. Dezember 2015 veröffentlicht.
- 2016 – Cubase 9 wird am 7. Dezember 2016 veröffentlicht.
- 2017 – Cubase 9.5 wird am 15. November 2017 veröffentlicht.
- 2018 – Cubase 10 wird am 14. November 2018 veröffentlicht.
- 2019 – Cubase 10.5 wird am 13. November 2019 veröffentlicht.
- 2020 – Cubase 11 wird am 11. November 2020 veröffentlicht.
- 2022 – Cubase 12 wird am 2. März 2022 veröffentlicht.
- 2023 – Cubase 13 wird am 2. November 2023 veröffentlicht.
- 2024 – Cubase 14 wird am 7. November 2024 veröffentlicht.